# Jupiter LXIV
Jupiter LXIV, ban đầu được gọi là S/2017 J 3, là một vệ tinh tự nhiên bên ngoài của Sao Mộc. Nó được phát hiện bởi Scott S. Sheppard và cộng sự của anh ấy vào năm 2017, nhưng đến ngày 17 tháng 7 năm 2018 mới được công bố, thông qua Minor Planet Electronic Circular từ Minor Planet Center. Nó có đường kính khoảng 2 km và quay quanh trục bán chính khoảng 20.694.000 km với độ nghiêng khoảng 147,9°. Nó thuộc nhóm Ananke.